# Гусейнов, Эдуард Газанфар оглы
Эдуа́рд Газанфа́р оглы Гусе́йнов (Эдуард Газанфарович Гусейнов, азерб. Hüseynov Eduard Gəzənfər oğlu; 14 марта 1938 года, Баку, Азербайджанская ССР, СССР — 26 апреля 1993 года, Баку, Азербайджанская Республика) — контр-адмирал Военно-морских сил Азербайджана (с 1992), начальник  Азербайджанского высшего военно-морского училища (с 1990). Профессор.

## Биография

### Детство и юность
Эдуард Газанфар оглы Гусейнов родился 14 марта 1938 года в Баку в семье азербайджанских интеллигентов. Отец, Газанфар Гусейн оглы Гусейнов (1914—1994), уроженец Шуши, государственный служащий, экономист, педагог. Мать, П.Н. Гусейнова (1915—2004), домохозяйка, в годы Великой Отечественной войны была одним из лидеров стахановского движения в Азербайджанской ССР. Родители назвали его в честь Эдуарда I, короля Англии.
В 1954 году с серебряной медалью окончил школу №6 района им. 26 Бакинских комиссаров города Баку. 
В 1962 году женился на Татьяне Е. Гусейновой, ставшей после замужества домохозяйкой. В браке воспитывал троих детей: родных сына Э.Э. Гусейнов и дочь Н.Э. Гусейнову, и осиротевшую во младенческом возрасте племянницу Н.В. Султанову, дочь безвременно скончавшейся сестры.

### Воинская служба в ВМФ СССР
В 1955 году поступил в Высшее военно-морское инженерное училище им. Ф. Э. Дзержинского в Ленинграде, которое окончил в 1960 году, защитив диплом с отличием. Получил специальность инженера-механика по корабельным газотурбинным установкам. Был направлен на Северный флот на должность командира БЧ-5, где год прослужил в звании инженер-лейтенанта. В 1961 году был откомандирован на Черноморский флот за новым кораблём для Каспийской флотилии.
С 1962 по 1965 год служил командиром БЧ-5 на корабле МПК-351 93-го дивизиона кораблей противолодочной обороны Каспийской флотилии. С 1965 по 1966 год был командиром БЧ-5 базового корабля радиолокационного дозора «КВН-3» в звании инженер-капитан-лейтенанта 250-го дивизиона тральщиков.
В сентябре 1966 года поступил в Военно-морскую академию им. А.А. Гречко в Ленинграде, которую окончил с отличием в 1969 году. С 1970 года в звании капитан-лейтенанта служил на Каспийской флотилии; был флагманским инженер-механиком, затем дивизионным инженер-механиком в звании капитана 3-го ранга.
В августе 1972 года поступил в адъюнктуру Военно-морской академии им. А.А. Гречко. В 1973 году досрочно защитил диссертацию (название работы не может быть приведено, так как диссертация была отмечена грифом «Секретно»), получив учёную степень кандидата технических наук.

### Преподавательская деятельность
В 1974 году вернулся в Баку, где служил преподавателем в звании капитана 3-го ранга, а затем капитана 2-го ранга в Каспийском высшем военно-морском училище им. С.М. Кирова. С 1976 года был старшим преподавателем училища.
В 1977 году ему было присвоено учёное звание доцента на кафедре теории, устройства и живучести корабля. Приказом ГК ВМФ СССР в 1979 году ему было присвоено звание капитана 1-го ранга.
В 1983 году был назначен начальником кафедры теории, устойчивости и живучести корабля Каспийского высшего военно-морского училища им. С.М. Кирова. Прекрасное знание предмета (лекции читались им без конспектов), широкий кругозор, неординарный подход в области преподавания дисциплины заслужили ему уважение коллег и курсантов училища. По результатам всесоюзной комплексной проверки военно-морских училищ, возглавляемая им, кафедра ТУЖК была названа одной из лучших в СССР. Особенно были отмечены водолазный и учебно-производственный полигон, не имевший аналогов в стране, и учебно-тренировочное судно — единственное на Каспийской флотилии.
В 1989 году Указом Президиума Верховного Совета Азербайджанской ССР за заслуги в деле подготовки офицерских кадров ВМФ и повышения боевой готовности Каспийской флотилии Эдуарду Газанфар оглы Гусейнову было присвоено почётное звание Заслуженного работника народного образования Азербайджанской ССР.
25 октября 1990 года решением Государственного Комитета СССР по народному образованию ему было присвоено учёное звание профессора.
Принимал участие во Всеармейском совещании представителей офицерских собраний, проходившем 17 января 1992 года в Кремлёвском Дворце Съездов в Москве.

### Служба в ВМФ Азербайджанской Республики
В 1992 году Каспийское высшее военно-морское училище им. С. М. Кирова перешло под юрисдикцию Азербайджанской Республики. Эдуард Газанфар оглы Гусейнов был назначен первым начальником вновь образованного Бакинского высшего военно-морского училища.
Указом Президента Азербайджанской Республики от 8 октября 1992 года ему было присвоено звание контр-адмирала Военно-морских сил Азербайджанской Республики. Когда возник вопрос о передаче наград и знаков отличия училища России, сумел убедить обе стороны, что «лишить училище знаков отличия означает лишить его истории, а без прошлого не может быть и будущего».
Во время активной фазы войны между республикой Армения и Азербайджанской Республикой в Нагорном Карабахе был командирован в прифронтовую зону (Агдеринский район, ныне часть Тертерского района) вместе с группой подготовленных им политработников, после чего внёс соответствующие коррективы в учебный процесс, позволившие в короткий срок подготовить первый выпуск школы мичманов и прапорщиков, три отряда стрелков-зенитчиков, отряд капитанов для «Каспнефтефлота» и несколько групп офицеров-воспитателей для работы фронте. При нём впервые в училище были подготовлены младшие специалисты для ВМС по всем специальностям, что позволило в какой-то мере снять проблему «оголённости», отошедших к Азербайджанской Республике, кораблей.
В начале 1993 года передал видеозапись о событиях 26 февраля 1992 года в городе Ходжалы журналисту А. Невзорову. После проверки подлинности записи, фильм был показан по центральному телевидению в программе «600 секунд».

### Трагическая гибель
26 апреля 1993 года Эдуард Газанфар оглы Гусейнов был убит в подъезде своего дома в Баку. Это событие широко освещалось в местной прессе. В убийстве контр-адмирала обвинили преступную группу, членами которой были бывшие бойцы из Отряда полиции особого назначения. Гражданская панихида по нём длилась сорок дней. Он был похоронен на мемориальном кладбище — Аллее почётных захоронений (II линия) в Баку.

## Награды
- Награждён медалями СССР, среди которых «За воинскую доблесть», «За безупречную службу», «20 лет Победы в Великой Отечественной войне», «50 лет Вооружённых Сил СССР», «70 лет Вооружённых Сил СССР», «Ветеран Вооружённых Сил СССР», «Знак Отличия» Азербайджанской Республики и другими.
- В соответствии с Указом Президиума Верховного Совета СССР в 1978 году награждён юбилейной медалью «60 лет Вооружённых Сил СССР». От имени Президиума Верховного Совета СССР медаль была вручена начальником КВВМКУ им. Кирова контр-адмиралом В. А. Архиповым.
- Согласно Указу Госсовета Республики Куба (1984) был награждён медалью «За боевое содружество» за подготовку военных кадров для армии Кубинской республики.
- Грамота Главнокомандующего ВМФ СССР за достигнутые успехи в боевой и политической подготовке, образцовое выполнение своего служебного долга и социальных обязательств, взятых в честь 60-летия образования СССР — 09.12.1982
- Грамота за активное участие в изобретательской и рационализаторской работе — 11.03.1987
- Грамота за образцовое исполнение обязанностей руководителя группы политической учёбы личного состава в связи с итогами 1986—1987 годов —14.11.1987
- Грамота за успехи и высокие показатели, достигнутые во время аттестации училища — ноябрь, 1990